# Ботинки мертвеца
«Ботинки мертвеца» — британский психологический триллер 2004 года режиссёра Шейна Медоуза. В 2005 году был номинирован на премию «Империя» за лучший британский фильм.

## Сюжет
История о двух братьях Ричарде и Энтони. Ричард — сильный и находчивый парень, который защищает своего брата, страдающего умственной отсталостью. Когда Ричард уходит в армию, его брат попадает в руки Сонни, местного наркоторговца, и его головорезов, где Энтони терпит унижения и издевательства. Через семь лет Ричард возвращается из армии и начинает мстить за своего брата.

## В ролях
- Пэдди Консидайн — Ричард
- Тоби Кеббел — Энтони
- Гэри Стретч — Сонни
- Эмили Эстон — Пэтти
- Нил Белл — Соз
- Джо Хартли — Мари
- Стюарт Вульфенден — Хёрби
- Пол Сэдот — Таф
- Пол Хурстфилд — Марк
- Симус О’Нилл - Большой Эл
- Джордж Ньютон - цыган Джон
- Эндрю Шим — Элвис